# Pseudalus strigatus
Pseudalus strigatus är en fjärilsart som beskrevs av Rothschild 1909. Pseudalus strigatus ingår i släktet Pseudalus och familjen björnspinnare. Inga underarter finns listade i Catalogue of Life.